# 이춘구
이춘구(李春九, 1934년 11월 18일~2011년 9월 20일)는 사회정화위원회 위원장, 11~14대 국회의원, 내무부 장.차관, 민주정의당 사무총장, 민주자유당 대표최고위원을 지낸 대한민국의 군인, 공무원, 정치인이다. 육사동기이자 친우인 안무혁전 국가안전기획부장과 함께 1996년 5.18 민주화운동 등에 관한 특별법과 헌정질서파괴범죄의 공소시효 등에 관한 특례법의 국회상정에 반발해, 의원직 사퇴와 함께 정계은퇴했다.

## 학력
- 남당국민학교 졸업
- 제천중학교 졸업
- 제천고등학교 졸업
- 1958년 : 육군사관학교 졸업(14기)
- 1960년 : 육군기갑학교 수료
- 1965년 : 육군보병학교 수료
- 육군대학교 졸업
- 국방대학원 졸업

## 경력
- 1980년 : 국가보위비상대책위원회 재무분과 위원
- 1980년 : 사회정화위원회 위원장
- 1981년 : 예편(준장)
- 1981년 : 제11대 국회의원 (전국구, 민정당)
- 1982년 : 제36대 내무부 차관 (장관 노태우)
- 1985년 : 제12대 국회의원 (충북 충주, 제천, 단양, 민주정의당)
- 1986년 : 민주정의당 사무총장
- 1988년 : 제50대 내무부 장관
- 1988년 : 제13대 국회의원 (충북 제천, 민정당. 민주정의당)
- 1992년 : 제14대 국회의원 (충북 제천, 민자당. 민주자유당)
- 1995년 : 민주자유당 대표최고위원 (제14대 국회 국회부의장)
- 1996년 : 정계 은퇴
- 2001년 : 자유민주연합 외교안보행정특임고문 직위를 잠시 역임(2001년 1월 ~ 2001년 12월)
- 2011년 : 별세

## 역대 선거 결과
|  | 35.6% |

|  | 52.83% |

|  | 53.51% |

|  | 67.19% |

## 소속 정당
| 소속 정당 | 소속 정당    | 소속 기간 | 비고           |
| --------- | ------------ | --------- | -------------- |
|           | 민주정의당   | 1981~1990 | 창당 정계 입문 |
|           | 민주자유당   | 1990~1995 | 합당           |
|           | 신한국당     | 1995~1997 | 당명 변경      |
|           | 한나라당     | 1997~1998 | 합당 정계 은퇴 |
|           | 무소속       | 1998~2001 | 탈당           |
|           | 자유민주연합 | 2001~2002 | 입당           |
|           | 무소속       | 2002~2011 | 탈당 사망      |

## 같이 보기
- 대한민국 제11대 국회의원 선거 민주정의당 후보 목록#전국구
- 충주시·제천시·중원군·제원군·단양군
- 제천시 (선거구)
- 충주시의 국회의원
- 제천시의 국회의원
- 단양군의 국회의원
- 대한민국의 행정안전부 차관
- 대한민국의 행정안전부 장관
- 대한민국의 국회부의장